# Luc Van Hove
Lucas Ludovicus Wivina (Luc) Van Hove (Lier, 30 september 1961) is een Belgisch politicus voor CD&V. Hij is burgemeester van Zandhoven.

## Levensloop
Tijdens zijn jeugd was Van Hove actief bij de Chiro. Beroepshalve was hij zelfstandig verzekeringsagent voor KBC.
Hij nam in 1982 voor het eerst deel aan de gemeenteraadsverkiezingen in Zandhoven en werd meteen verkozen. Twaalf jaar later werd hij schepen van Onderwijs en Financiën. Bij de gemeenteraadsverkiezingen van 2006 was hij lijsttrekker op de CD&V-kieslijst in de gemeente Zandhoven. Hij behaalde 1.286 voorkeurstemmen. Na de verkiezingen volgde hij partijgenoot Willy De Bie op als burgemeester van Zandhoven. Bij de gemeenteraadsverkiezingen van 2012 behaalde hij als lijsttrekker 1.875 voorkeurstemmen.
Ook na de gemeenteraadsverkiezingen van 2018, waarin zijn partij CD&V haar absolute meerderheid nog versterkte, bleef Van Hove burgemeester.